# Majske (Synelnykowe)
Majske (ukrainisch Майське; russisch Майское Maiskoje) ist ein Dorf in der ukrainischen Oblast Dnipropetrowsk mit 730 Einwohnern (2014).

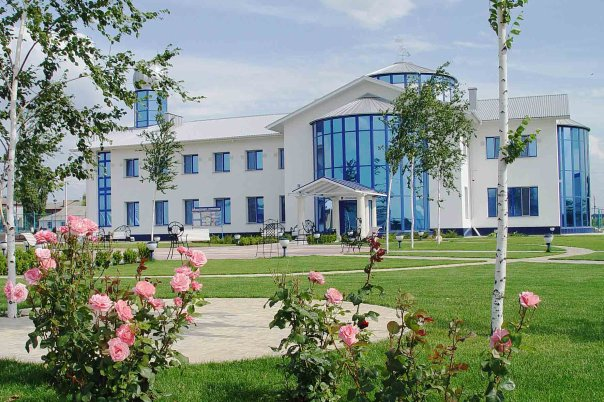
Analytisches Zentrum in Majske

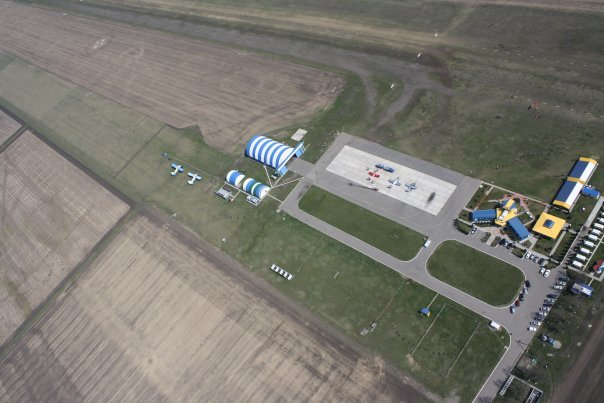
Flugplatz Majske

In dem 1926 gegründeten Dorf gibt es eine Straußenfarm und 2 Kilometer nordöstlich vom Dorf befindet sich der Flugplatz Majske.

## Geographie
Das Dorf liegt an der Territorialstraße T–04–28 etwa 60 km östlich vom Oblastzentrum Dnipro und 23 km nördlich vom Rajonzentrum Synelnykowe.
Am 26. Mai 2017 wurde das Dorf ein Teil der neugegründeten Landgemeinde Sajzewe, bis dahin bildete es zusammen mit den Dörfern Kosatschyj Haj (Козачий Гай), Maksymiwka (Максимівка), Nowe (Нове), Nowomykolajiwka (Новомиколаївка) und Romaniwka (Романівка) die gleichnamige Landratsgemeinde Majske (Майська сільська рада/Majska silska rada) im Nordosten des Rajons Synelnykowe.